# Pleumeur-Bodou
Pleumeur-Bodou (en bretó Pleuveur-Bodoù) és un municipi francès, situat a la regió de Bretanya, al departament de Costes del Nord. L'any 2006 tenia 3.974 habitants. Limita al nord-est amb Trégastel, a l'est amb Perros-Guirec, al sud amb Lannion, al sud-est amb Saint-Quay-Perros i a l'oest amb Trébeurden.

## Demografia
| Evolució de la població Cassini et INSEE |       |       |       |       |       |       |       |       |
| 1793                                     | 1800  | 1806  | 1821  | 1831  | 1836  | 1841  | 1846  | 1851  |
| 2 151                                    | 1 745 | 1 907 | 2 199 | 2 360 | 2 472 | 2 465 | 2 525 | 2 650 |

| 1856  | 1861  | 1866  | 1872  | 1876  | 1881  | 1886  | 1891  | 1896  |
| ----- | ----- | ----- | ----- | ----- | ----- | ----- | ----- | ----- |
| 2 737 | 2 864 | 3 030 | 3 034 | 2 970 | 2 778 | 3 011 | 2 955 | 3 175 |

| 1901  | 1906  | 1911  | 1921  | 1926  | 1931  | 1936  | 1946  | 1954  |
| ----- | ----- | ----- | ----- | ----- | ----- | ----- | ----- | ----- |
| 3 019 | 3 257 | 3 099 | 2 949 | 3 037 | 2 752 | 2 766 | 2 920 | 2 544 |

| 1962  | 1968  | 1975  | 1982  | 1990  | 1999  | 2006 | 2011 | 2016 |
| ----- | ----- | ----- | ----- | ----- | ----- | ---- | ---- | ---- |
| 2 545 | 2 542 | 2 941 | 3 453 | 3 677 | 3 825 | -    | -    | -    |

| 2019 | - | - | - | - | - | - | - | - |
| ---- | - | - | - | - | - | - | - | - |
| -    | - | - | - | - | - | - | - | - |

## Administració
| Període          | Identitat                                   | Partit        | Condició          |
| ---------------- | ------------------------------------------- | ------------- | ----------------- |
| 1790 - ?         | Jean Le Tensorer                            |               |                   |
| ? - 1800         | Henry Le Bris                               |               |                   |
| 1800 - 1800      | Nicolas Prat                                |               |                   |
| 1800 - 1808      | Guillaume Le Diolen                         |               |                   |
| 1808 - 1813      | François Prat                               |               |                   |
| 1813 - 1815      | Yves Le Guillouzer                          |               |                   |
| 1815 - 1830      | Pierre Salaün                               |               |                   |
| 1830 - 1838      | Jean-Louis Le Coz                           |               |                   |
| 1838 - 1848      | Jean Riou                                   |               |                   |
| 1848 - 1852      | Nicolas de Nompère de Champagny (1790-1863) |               |                   |
| 1852 - 1852      | Jean-Louis Le Coz                           |               |                   |
| 1852 - 1860      | Jean-Marie Salaün                           |               |                   |
| 1860 - 1876      | Yves Le Yaouanc                             |               |                   |
| 1876 - 1881      | François-Marie Lissillour                   |               |                   |
| 1881 - 1888      | Yves Le Yaouanc                             |               |                   |
| 1888 - 1933      | Henry de Nompère de Champagny (1859-1944)   |               |                   |
| 1934 - 1935      | Louis Querrec                               |               |                   |
| 1935 - 1941      | Pierre Le Flanchec                          |               |                   |
| 1941 - 1944      | Léon Guillou                                |               |                   |
| 1944 - 1945      | Anastase Briand                             |               |                   |
| 1945 - 1947      | Robert Guillou                              |               |                   |
| 1947 - 1962      | Armand Lagain                               |               |                   |
| 1962 - 1971      | Louis Potin                                 |               |                   |
| 1971 - 1989      | Corentin Penn                               |               |                   |
| 1989 - 2008      | Pierrick Perrin                             | PS            | Conseller general |
| 2008 - març 2010 | Armelle Quéniat                             | Divers gauche |                   |
| març 2010        | Pierre Terrien                              | Divers droite |                   |